# Station Krasnystaw Miasto
Station Krasnystaw Miasto is een spoorwegstation in de Poolse plaats Krasnystaw.